# Kasper Kalkon-priset
Kasper Kalkon–priset är ett ironiskt svenskt arkitekturpris vars namn inspirerats av Kasper Salin-priset. Kasper Kalkon-priset delas ut sedan 2017 av föreningen Arkitekturupproret.
Nomineringar sker genom röstning av allmänheten på internet på basis av lokala diskussioner om hus i lokalpress och liknande. I en andra omgång sker allmän omröstning bland de nominerade förslagen. 
Priset har brittiska Carbuncle Cup som förebild, vilken har delats ut sedan 2006 av tidskriften Building Design samt skotska Carbuncle Awards, som sedan 2000 delats ut av tidskriften Urban Realm. Namnet på dessa priser syftar på ett uttalande av Prins Charles 1984 om en föreslagen utbyggnad av National Gallery i London som ”en böld ['carbuncle'] i ansiktet på en kär gammal vän”.
Det är ett av tre årliga priser, tillsammans med Årets vackraste nyproduktion och Årets fake view (störst skillnad mellan inspirationsbilder under inför och under byggnation samt resultat) som Arkitekturupproret delar ut. 

## Fulaste nyproduktion
Priset för föregående års fulaste nyproduktion har röstats fram i februari-mars varje år sedan 2017. Vid första omröstningen utnämnde arbetsgruppen i efterhand de fulaste nybyggena även för 2010–2015. För 2013 och 2014 utnämndes två byggnader. Sedan 2017 röstar Arkitekturupprorets 60 000 följare fram vem som ska vinna priset; omröstningen sker på Facebook och nomineringarna gör arbetsgruppen utifrån bidrag inskickade av allmänheten. Den kandidat som får flest röster vinner Kasper Kalkon-priset, som består av en satirisk prisbuckla i guld kallad "Skaparvånda".
| År   | Byggnad                                       | Plats                                                                                            | Arkitekt(er)                                             | Byggherre                                                                                   | Motivering |
| ---- | --------------------------------------------- | ------------------------------------------------------------------------------------------------ | -------------------------------------------------------- | ------------------------------------------------------------------------------------------- | --- |
| 2009 | Townhouse ”Japanhuset”                        | Landskrona, Gamla Kyrkogatan 13                                                                  | Elding Oscarson Arkitekter                               |                                                                                             | ”Den blekvita lådan provocerar i den pittoreska miljön i Landskronas äldre kvarter. Möjligtvis kunde den kubistiska skapelsen ha varit intressant i en annan kontext, men modernistiska arkitekter tycks ha ett patologiskt intresse av att bryta sönder enhetligt välbevarade miljöer.” |
| 2011 | Stockholm Waterfront                          | Stockholms centralstation                                                                        | White arkitekter                                         | Jarl Asset Management                                                                       | ”Ett stort misslyckande att lyfta upp estetik på dagordningen konstateras, att bygga miljömässigt hållbart innebär inte att estetiskt ohållbart adderas. White Arkitekter vill skapa en positiv friktion, deras brist på konstnärlig talang skapar enbart frustration. De förolämpar folks intelligens genom vilseledande beskrivning, men uppvisar en brist på förbättring och formgivning. White Arkitekters arroganta inställning orsakar lidande, de förringar befolkningens rop på framåtskridande.” |
| 2012 | Domkyrkoforum                                 | Lunds domkyrka                                                                                   | Carmen Izquierdo Lazaro                                  | Domkyrkorådet i Lund                                                                        | ”Ännu en parasit. Återigen, varför vill man bygga något som endast provocerar och inte tillför några skönhetsvärden överhuvudtaget?” |
| 2013 | Clarion Hotels nya annex                      | Strandgatan, Visby                                                                               | Visby Arkitektgrupp                                      | Nybergs Entreprenad AB                                                                      | ”Ett kubistisk infill i steril betongbrutalism och kopparplåt runt slumpmässigt placerade fönster i olika storlekar. Lådan skär sig medvetet i aggressiv disharmoni mot hotellets huvudbyggnad från 1895.” |
| 2013 | Ting1                                         | Örnsköldsvik                                                                                     | Gert Wingårdh                                            | Bostadsrättsföreningen Ting1 genom fastighetsutvecklingsbolaget Nyberg, Kai och Wingårdh AB | ”Gert Wingårdhs Ting-1 har under 2020 blivit känt som Coronahuset med tanke på dess likhet med ett förstorat coronavirus. Arkitekt Gert Wingårdh inspirerades av sina två favoritbyggnader när han ritade Ting-1 ovanpå det gamla tingshuset. Googla Habitat 67 i Montreal och House of the Soviets i Kaliningrad så ser ni vad han har försökt kopiera.” |
| 2014 | Kulturhuset Väven                             | Umeå                                                                                             | White arkitekter och Snøhetta arkitekter                 | Väven i Umeå AB                                                                             | ”En byggnad som totalt dominerar den tidigare så vackra gatan, men också hela Umeås siluett från älven.” |
| 2014 | Rådhus                                        | Kristianstad                                                                                     | Fojab                                                    | Region Skåne                                                                                | ”I denna tävling låter vi rivningen av den vackra nyrenässansfasaden och byggandet av det fula stilbrottet, dvs den modernistiska betongfasaden, få vara med och representera 2014-års värsta förfulning.” |
| 2015 | Urbana Hängsel, tillbyggnad till hamnkontoret | Malmö                                                                                            | Kim Utzon arkitekter, Harald Boklund                     |                                                                                             | ”Som en kraschad rymdparasit har en förvriden skrothög slagit rätt ner i det anrika Hamnkontoret i Malmö och förvanskar en historisk byggnad till oigenkännlighet. Parasitbölden kränker en hel stad och dess invånare och för rymdskurken Darth Vader påminner detta om Rymdimperiets glansdagar.” |
| 2016 | Segerstedthuset                               | Dag Hammarskiölds väg/Norbyvägen, Uppsala 59°51′6.08″N 17°37′58.08″Ö / 59.8516889°N 17.6328000°Ö | 3XN                                                      | Akademiska hus                                                                              | ”För att det ser ut som en korsning mellan en finlandsfärja och en tjock-TV.” |
| 2017 | Kontorshuset Järnvägen 3                      | Gamletullsgatan, Halmstad 56°40′28.74″N 12°51′58.84″Ö / 56.6746500°N 12.8663444°Ö                | Arkitektbyrån Design                                     | Skanska/Klövern AB                                                                          | ”Ser ...ut som ännu ett brutalistiskt fuskbygge som verkar ha stått där sedan sjuttiotalet och ådragit sig tydliga fuktskador över hela fasaden.” |
| 2018 | Kvarteret Sofia                               | Rörsjöstaden, Malmö 55°36′15.80″N 13°00′55.79″Ö / 55.6043889°N 13.0154972°Ö                      | Tegnestuen Vandkunsten samt Jaenecke Arkitekter och Tema | MKB Fastighets AB                                                                           | ”Ger associationer till en övergiven industribyggnad i USA:s rostbälte under senare stadier av förfall.” (från nomineringen) |
| 2019 | Bostadsrättsföreningen Viva                   | Dr Allards gata, Guldheden, Göteborg 57°40′52″N 11°58′48″Ö / 57.68111°N 11.98000°Ö               | Malmström Edström Arkitekter/Ingenjörer                  | Riksbyggen                                                                                  | |
| 2020 | Tillbyggnaden av Liljevalchs konsthall        | Djurgården, Stockholm 59°19′31″N 18°05′45″Ö / 59.32528°N 18.09583°Ö                              | Wingårdh arkitekter                                      | Stockholms stad                                                                             | ”Denna bunkerpastisch är en makaber betongkloss med perforerade hål som mest liknar inmurade flaskbottnar.” |
| 2021 | Vallastadens nya studentbostäder              | Vallastaden, Linköping                                                                           | Campus Arkitekter, Andreas Ferm, Ragnar Eythorsson       | Inkluderande Fastigheter                                                                    | ”Dessa baracker som säkert är rivna inom 20 år har förpestat inte bara folks synfält utan också förkortat livslängden på vårt vackra jordklot.” |
| 2022 | Almen 21                                      | Karlstad                                                                                         | Horisont Arkitekter                                      | Kvalitetsbygg                                                                               | |
| 2023 | Frihamnskyrkan                                | Göteborg                                                                                         | Elding Oscarson Arkitekter                               | Smyrnaförsamlingen                                                                          | |
| 2024 | Brf. Pärlan, Brunnshög                        | Lund                                                                                             | Lyan Arkitekter                                          | OBOS                                                                                        | |